# Oceansko območje
Oceansko območje je območje z obale, kjer voda v globino meri 200 metrov ali globlje. Je predel odprtega morja onstran roba celine in vključuje 65% odprtega morja. Oceansko območje ima široko vrsto podmorskega terena, vključno z ledeniki, ki so pogosto globlji od višine Mount Everesta, prav tako vulkani in oceanske kotline.
Medtem, ko je pogosto težko preživeti v takem tipu okolja, nekaterim vrstam organizmov uspe preživeti v oceanskem okolju.

## Območja/Cone
Oceansko območje je razdeljeno na:
- epipelagijsko območje/cono,
- mezopelagijsko območje/cono,
- batipelagijsko območje/cono,
- abisopelagijsko območje/cono,
- hadopelagijsko območje/cono.

## Epipelagijsko območje
Od površine do okoli 200 metrov.
Drugo ime za epipelagijsko območje je osvetljena površinska cona, kjer je dovolj svetlobe za fotosintezo. Temperatura v tej coni rangira in sicer od 40 °C do -3 °C. Rastline in živali prav zaradi tega živijo v tej coni. Skoraj vsi primarni proizvajalci se nahajajo tukaj. V osvetljeni površninski coni živijo ribe, kot so tuna, mnogi morski psi, meduze...itd.

## Mezopelagijsko območje
Od 200 metrov do okoli 1000 metrov.
Mezopelagijsko območje je cona kjer je nekaj svetlobe, vendar premalo za fotosintezo. Leži pod epipelagijsko cono in temperaturno meri od 5 °C do 4 °C. Na 500 metrov globine počasi že zmanjkuje kisika, kar pa ne vpliva na nekatera življenjska bitja z bolj efikasnimi škrgami ali počasnim gibanjem. Živali kot so lignji, nekoliko vrst sip,itd., živijo v mezopelagijski coni. Ker v tem območju primanjkuje hrane se nekatera živa bitja, ki tukaj živijo ponoči dvigujejo do epipelagijskega območje in se tam hranijo.

## Batipelagijsko območje
Od 1000 metrov do okoli 4000 metrov.
Drugo ime za Batipelagijsko območje je polnočno območje, saj je ta cona mračna in brez svetlobe. Vodni pritisk je zelo intenziven in temperatura meri od 0 °C do 6 °C. Tukaj ne preživijo rastline, tisti organizmi, ki pa tukaj živijo konzumirajo ostanke kateri padajo z višjih con ali pa z lovljenjem drugih organizmov. Živali kot so velikanski lignji, manjši lignji in neobičajne hobotnice živijo v tej globini.

## Abisopelagijsko območje
Od 4000 metrov do nad morskim dnom.
To cono bi lahko poimenovali tudi cona brez dna. Zelo malo življenj je prilagojeno preživeti na tako nizkih temperaturah in neverjetno visokim pritiskom na tej globini. Med vrstami, ki živijo v tej coni so nekateri lignji, morski pajki, iglokožci, členonožci. Mnoge vrste so izgubile oči zaradi popolnega pomanjkanja svetlobe v tej coni.

## Hadopelagijsko območje
Globine v morskih brazdah
Ime izhaja iz grške mitologije, Had, kar označuje podzemlje. To območje je v glavnem neraziskano in samo nekoliko vrst življenj živi tukaj (na odprtem prostoru). Vendar pa, mnogi organizmi živijo na hidrotermalnih izvorih v tej ali v drugih območjih. Nekateri znanstveniki smatrajo, da se hadopelagijsko območje nahaja od 6000 metrov pa navzdol, v brazdi ali pa tudi ne.
Batipelagijsko območje, abisopelagijsko območje in hadopelagijsko območje so si zelo podobni. Prav zato jih nekateri morski biologi kombinirajo v eno območje ali smatrajo, da sta abisopelagijsko in hadopelagijsko območja ista.

## Morsko življenje
Oceanografi so delili ocean na območja, na podlagi tega, kako daleč seže svetloba. Vsa osvetljena območja lahko najdemo v oceanskem območju. Epipelagijsko območje je najbližje gladini in je najbolj osvetljeno. Razširi se do 200 metrov in vsebuje tako fitoplankton kakor tudi živalski plankton, da lahko podpre večje organizme kot so morski sesalci in različne vrste rib.
Globlje od 200 m živijo bitja, ki uspevajo okoli hidrotermalnih izpuhov, ali gejzirjev in stojijo na morskih tleh ki bruhajo razgreto vodo, bogato z minerali. Ti organizmi se hranijo s kemosintetičnimi bakterijami, ki potrebujejo razgreto vodo in kemikalije iz hidrotermalnih izpuhov, da ustvarijo energijo v procesu kemosinteze. Obstoj teh bakterij omogoča bitjem kot so lignji, sekirice, ribariti, hobotnice, črvi, velikanske školjke, morski pajki in drugi organizmi , da preživijo.
Zaradi popolne teme v območjih mimo epipelagijskega območja, veliko organizmov, ki preživijo v globok oceanu nimajo oči. Nekateri organizmi proizvedejo svojo svetlobo z bioluminiscenco. Pogosto je svetloba modro zelene barve, ker so mnogi morski organizmi občutljivi na modro svetlobo. Nastaja z reakcijo luciferina in luciferaze v prisotnosti kisika, kar proizvede blago žarenje svetlobe. Globokomorski organizmi uporabijo bioluminiscenco zato, da privabijo plen.